# Dasysphaera alternifolia
Dasysphaera alternifolia là loài thực vật có hoa thuộc họ Dền. Loài này được Chiov. mô tả khoa học đầu tiên năm 1929.